# Lu Huali
Lu Huali (chinesisch 路华利; * 14. März 1972 in Shenmu) ist eine ehemalige chinesische Ruderin.

## Biografie
Lu Huali belegte bei den Weltmeisterschaften 1975 in Wien mit dem Doppelzweier den vierten Rang. Bei den Olympischen Sommerspielen 1992 in Barcelona startete sie in der Regatta mit dem Doppelzweier und mit dem Doppelvierer. Während sie mit Doppelvierer den siebten Platz belegte, gewann sie im Doppelzweier zusammen mit Gu Xiaoli die Bronzemedaille.